# Naram Sin
Naram-Sin je bio akadski vladar i unuk Sargona Velikog. Vladao od oko 2254. pr. Kr. do 2218. pr. Kr. Proširio akadsku državu na teritorij zapadne Perzije (Elam) i Arabije. Njegove vojne pothvate posvjedočuju reljefi kao Naram-Sinova stela. 

## Naram-Sinovi spomenici
Bassetki skulptura iz Louvrea nosi zapis koji spominje kako je Naram-Sin ugušio poobunu i dao izgraditi hram u gradu Akadu.
Naram-Sinovi uspjesi su proslavljeni i na reljefu u stijeni brda Karadaga u Iraku iz otprilike istog razdoblja.
No najvažniji njegov spomenik je Naram-Sinova stela kojom je zabilježio svoju pobjedu nad planinskom narodu, Lulubima, na komemorativnoj steli (uspravni kameni spomenik) koji se danas nalazi u Louvreu. Ovakav način bilježenja događaja s natpisima i reljefnim slikama služio je kako bi se važni događaji učinili besmrtnima. Naram-Sinova stela upravo odražava vojni, politički i vjerski autoritet Naram-Sina. Rogatom kapom on je poistovjećen s božanstvom, a svojom veličinom i centralnim položajem dominira prikazom. Njegova bogata brada simbolizira životnu vitalnost, a oko vrata nosi ogrlicu od zaštitnih perla. Također, božansko prisustvo predstavljaju zvijezde koje sjaju s vrha brda na koje se uspinje Naram-Sin. Stela koja je napravljena kao spomenik akadske pobjede ukradena je kao znak akadskog poraza i prenesena u drevni grad Susu kao ratni plijen, gdje su je i pronašli moderni arheolozi. Upravo toj ironičnoj činjenici duguje zahvalnost za svoj opstanak.

## Vanjske poveznice
- Pobjednička stela Naram-Sina.  Arhivirana inačica izvorne stranice od 10. lipnja 2013. (Wayback Machine) engleski.